# Корнелија Метела
Корнелија Метела (лат. Cornelia Metella, рођена 73. п. н. е.) је била римска племкиња из доба касне Републике. Рођена је у угледној породици Корнелијеваца као ћерка Метела Сципиона и Емилије Лепиде. Плутарх наводи да ју је красила лепота и таленат за свирање лире и исто такво образовање. Публије Лициније Крас, син тријумвира Краса, оженио ју је недуго након повратка из Галских ратова. Брак није дуго потрајао, Публије је заједно са оцем погинуо у бици код Каре.
Њен отац је ту ситуацију искористио како би разбио Први тријумвират, те ју је удао за Помпеја, који је и сам постао удовац након смрти Цезарове ћерке Јулије. Помпеј је стао на страну оптимата и започео сукоб се Цезаром који ће 49. п. н. е. ескалирати у грађански рат. Метела је у тим бурним догађајима верно пратила супруга - прво приликом бега из Италије у Грчку, па након пораза код Фарсала на острво Лезбос, те коначно у Египат, где се Помпеј покушао склонити код Птолемејида. Помпеј је непосредно након искрцавања убијен од стране Египћана, а Метела је све то посматрала са палубе брода.
Након што се Цезар искрцао у Египту и победио у Александријском рату, казнио је одговорне за Помпејево убиство, а удовици предао Помпејев пепео и прстен. По свршетку грађанског рата, Метела је добила и Помпејева имања.